# A.P.P.P.
A.P.P.P. Co., Ltd., (яп. 有限会社アナザープッシュピンプランニング Ю:гэн-гайся Анадза: пуссю пин пураннингу, аббревиатура от "Another Push Pin Planning", произносится как "A Three P") — японская анимационная студия, основанная 22 июня 1984 года в специальном районе Токио — Сугинами. Её дочерняя компания Super Techno Arts занимается дистрибуцией и продвижением аниме, в частности она известна своими успехами в Северной Америке. Нынешний президент A.P.P.P., Кадзуфуми Номура, начинал свою карьеру в Mushi Production. С момента своего основания A.P.P.P. участвовала в производстве очень большого количества аниме-фильмов и телесериалов в сотрудничестве с другими компаниями. A.P.P.P. пользуется доверием в первую очередь благодаря работе над следующими аниме: Project A-Ko, Robot Carnival, Roujin Z. Компания продолжает активную работу в качестве субподрядчика для других студий.

## Работы

### Телесериалы
- Kurogane Communication (1998–1999)
- Black Heaven (1999, with AIC)
- Omishi Magical Theater: Risky Safety (1999–2000)
- Sci-Fi Harry (2000–2001)
- Fist of the Blue Sky (2006–2007)

### OVA/ONA
- Cream Lemon (1984–1987)
- Project A-ko 2: Plot of the Daitokuji Financial Group (1987)
- JoJo's Bizarre Adventure OVA (1993–1994)
- Crimson Wolf (1993)
- Golden Boy (1995–1996)
- JoJo's Bizarre Adventure OVA (2000–2002)
- Kage (2004)

### Полнометражные фильмы
- Project A-Ko (1986)
- Robot Carnival (1987)
- Roujin Z (1991)
- Street Fighter Alpha: Generations (2005)
- JoJo's Bizarre Adventure: Phantom Blood (2007)